# Гвацоло (Алесандрија)
Гвацоло је насеље у Италији у округу Алесандрија, региону Пијемонт.
Према процени из 2011. у насељу је живело 104 становника. Насеље се налази на надморској висини од 273 м.